# Слэм-дэт-метал
Слэм-дэт-метал (также известен как слэмминг-брутал-дэт-метал или просто слэм) — микрожанр брутального дэт-метала, возникший под влиянием Нью-йоркского хардкор-панка.

## История
В 1991 году нью-йоркские дэт-металлисты Suffocation выпустили альбом Effigy of the Forgotten. Принято считать, что слэм «родился» в треке Liege of Inveracity на 2 минуте 52 секунде. Они и стали, так называемыми родителями стиля.
В 1990-х годах многие исполнители нью-йоркского дэт-метала оказались под сильным влиянием NYHC. Группа Internal Bleeding значительно повлияла не только на формирование слэма, но ещё и сыграла важную роль в создании дэткора. Dying Fetus, Disgorge, Skinless, Pyrexia и Eternal Suffering оказали немалое влияние на данный поджанр дэта, так как именно у них присутствовали так называемые слэмы — заглушенные, хроматичные риффы.
Molesting the Decapitated группы Devourment считается одним из первых альбомов в жанре. В нулевых слэм-сцена получила свое развитие в таких странах, как Япония, Россия и Индонезия. В России ярчайшим представителем жанра является группа Traumatomy.

## Характеристики
В отличие от брутального дэт-метала, в слэме акцент делается не на скорость и технику, а на ритм. Гитары имеют сверхпониженный строй (Drop B и ниже) и характеризуются грязным звучанием. В слэме не принято использовать так называемый сканк-бит, характерный для экстремального метала. Риффы часто играются с техникой глушения струн (палм-мьют).
Иногда слэм-дэт трудно отличить от дэткора из-за брейкдаунов и общих техник экстремального вокала. Несмотря на это, у них есть немало различий: в отличие от дэткора, у слэма отсутствует скэнк-бит, структура песен у слэма часто непредсказуемая, т.е. без припевов, без определённых частей и т.д. К тому же, слэм по звуку гораздо грязнее и менее разборчивый, чем дэткор.